# Lepanthes norae
Lepanthes norae är en orkidéart som beskrevs av Ernesto Foldats. Lepanthes norae ingår i släktet Lepanthes och familjen orkidéer. Inga underarter finns listade i Catalogue of Life.